# Михайловский (Домаховский сельсовет)
Миха́йловский — упразднённый посёлок, существовавший на территории Дмитровского района Орловской области до 1976 года. Входил в состав Домаховского сельсовета.

## География
Располагался в 13 к юго-западу от Дмитровска на поле между посёлками Калиновским и Южным. В 1 км к югу от места, где располагался посёлок, проходит старая дорога из Дмитровска в Комаричи.

## Этимология
Получил название по фамилии первой семьи, поселившейся на новом месте. Фамилия Михайловы была широко распространена в соседнем селе Домаха.

## История
Возник в ходе Столыпинской аграрной реформы 1906—1911 годов, поэтому имел второе название — Столыпинские участки. Первыми жителями посёлка были, в основном, переселенцы из соседних сёл Домахи и Малого Кричина. В 1926 году в посёлке было 8 дворов, проживало 49 человек (24 мужского пола и 25 женского). В то время Михайловский входил в состав Домаховского сельсовета Круглинской волости Дмитровского уезда. В 1937 году в посёлке было 13 дворов. В Михайловском был колодец глубиной 25 метров. Во время Великой Отечественной войны, с октября 1941 года, находился в зоне немецко-фашистской оккупации. Бои за освобождение посёлка велись в июле—августе 1943 года. Захоронение солдат, погибших в боях за освобождение Михайловского, после войны было перенесено в общую братскую могилу села Большое Кричино. В послевоенные годы крестьянские хозяйства посёлка входили в состав колхоза имени Молотова, куда также входили село Малое Кричино, деревня Кавелино, посёлки Калиновский и Южный. В 1956 году колхоз имени Молотова был присоединён к колхозу «Сталинский путь» (центр в селе Домаха), впоследствии переименованному в «Ленинское знамя». До 1962 года в посёлке действовала начальная школа. Упразднён 7 мая 1976 года.

## Население
| 49 |